# Olga Frycz

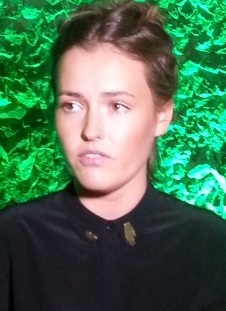
Olga Frycz im Jahr 2017

Olga Frycz (* 23. Oktober 1986 in Krakau, Polen) ist eine polnische Schauspielerin.

## Leben
Olga Frycz wurde 1986 in Krakau in eine Künstlerfamilie geboren. Der erfolgreiche Schauspieler Jan Frycz ist ihr Vater. Ihre Halbschwester Gabriela ist auch Schauspielerin, welche an der Staatlichen Hochschule für Theater in Krakau studierte. Durch diese Familienverhältnisse trat sie schon in Kinderjahren im Theater und im Film auf. Im Kinderfernsehspiel Chmura na sznurku hatte sie 1994 ihren ersten Fernsehauftritt, in Gdzie jesteś, Święty Mikołaju? folgte 1996 ihr erster Auftritt in einem Fernsehfilm.
2001 wurde sie durch den Film Weiser einem größeren Publikum bekannt. In dem Film spielt sie zwei Rollen, einerseits die 12-jährige Elka, andererseits deren spätere Tochter Rachela. Außerdem spielte sie im selben Jahr in dem Film Edges of the Lord – Verlorene Kinder des Krieges die Rolle der Maria. Für ihre Leistung in diesen zwei Filmen erhielt sie – noch als Teenagerin – jeweils eine Nominierung für den Polnischen Filmpreis als Beste Nebendarstellerin. 2009 spielte sie in dem Film Wszystko, co kocham, wofür sie später ihre dritte Nominierung für den Polnischen Filmpreis erhielt, diesmal als Beste Hauptdarstellerin. 2009 spielte sie in der Komödie Miłość na wybiegu.
Neben der Arbeit in Filmen spielte Frycz in mehreren erfolgreichen polnischen Fernsehserien mit, wie Królowie sródmiescia oder Dom nad rozlewiskiem und den Fortsetzungen Miłość nad rozlewiskiem, Życie nad rozlewiskiem und Cisza nad rozlewiskiem.
Frycz ist Mutter von zwei Töchtern.

## Filmografie
- 2001: Weiser
- 2001: Edges of the Lord – Verlorene Kinder des Krieges (Edges of the Lord)
- 2009: Alles, was ich liebe (Wszystko, co kocham)
- 2013: Tiefe Wasser (Płynące wieżowce)